# François-Firmin Fricot
Pour les articles homonymes, voir Fricot.
François-Firmin Fricot, né le 11 octobre 1746 à Belfort et mort le 7 août 1829 à Château-Renard (Loiret), est un homme politique français.

## Biographie
Fricot est, en 1767, avocat au Conseil souverain d'Alsace et, en 1776, procureur du roi au bailliage de Remiremont. Le 31 mars 1789, il est élu député du tiers aux États généraux pour le bailliage de Mirecourt. Il assiste au serment du Jeu de Paume. 
En 1790, il est nommé administrateur du district, juge au tribunal de Remiremont, et, le 6 septembre 1791, administrateur du département des Vosges. Nommé haut-juré dans les Vosges, en septembre 1792, il est élu, le 11 novembre 1792, 4e suppléant à la Convention pour le même département. Il est admis à siéger le 14 messidor an III, en remplacement de Bresson, arrêté comme Girondin. Peu après, il part en mission en Alsace. 
Le 21 vendémiaire an IV, il est élu député des Vosges au Conseil des Cinq-Cents, redevient haut-juré en l'an VI, puis passe consul de France à Ancône, secrétaire général du ministère de l'Intérieur, enfin caissier de la loterie nationale. 
Il se retire en 1802 dans le Loiret et devient maire de Saint-Firmin. 
La Restauration lui offre le poste de procureur du roi à Sarreguemines qu'il refuse, mais il est nommé, le 21 avril 1819, juge de paix du canton de Château-Renard, fonctions qu'il remplit jusqu'à sa mort. 
Le 1er septembre 1818, il est autorisé à s'appeler désormais Frécot.

## Sources
- « François-Firmin Fricot », dans Adolphe Robert et Gaston Cougny, Dictionnaire des parlementaires français, Edgar Bourloton, 1889-1891 [détail de l’édition]